# Дагнефть
«Дагнафта» (рос. «Дагнефть») — об'єднання з розвідки та розробки нафтових і газових родовищ у Дагестані.

## Історія
Створене в 1936 р. Трест «Дагнефть» організовано у 1937 р. У 1942 р. відкрите Махачкалинське родовище. Буріння свердловин під морське дно, почате в 1937 р., що підтвердило наявність покладів під морем. У кінці 1947 р. в Дагестані було почато будівництво першої в країні морської естакади. У 1949 р. вперше впроваджено метод двостволового буріння. У 1953 р. на площі Селлі з відкладів верх. крейди отриманий газонафтовий фонтан, що зіграв істотну роль в підйомі промисловості Дагестану.

## Характеристика
Головні поклади нафти, газу і конденсату родовищ Гаша, Ачі-су, Шамхал-булак, Махачкала-Тарки і Дімітровскоє. Промисловий запас останнього оцінюється в більш ніж 41 млрд м³.

## Технологія розробки
В останні десятиліття ХХ ст. «Дагнефть» мала 8 підприємств і 12 виробництв. Розробляло 13 нафтових, 7 нафтогазоконденсатних, 3 газоконденсатних і одне газове родовище. Продуктивні палеогенові, крейдові, юрські та тріасові відклади. Колектори порового, тріщинного, порово-каверно-тріщинного типів. Поклади пов'язані з пологими склепінчастими підняттями та високоамплітудними брахіантиклінальними складками. Режим покладів — пружно водонапірний. Діє більше 200 нафтових і близько 50 газових свердловин. За 50 років експлуатації видобуто майже 40 млн т нафти, понад 20 млрд м3 газу. Нафти легкі, високопарафінисті та малосірчисті. Газ — метанового типу. Основний спосіб видобутку нафти — фонтанний.
У 1995 р. на базі «Дагнефти» Утворене ВАТ «Роснефть-Дагнефть». На 1 червня 2000 року експлуатаційний фонд свердловин становить 145, з них діючих — 91.